# Albany (Nuevo Hampshire)
Albany es un pueblo ubicado en el condado de Carroll en el estado estadounidense de Nuevo Hampshire. En el Censo de 2010 tenía una población de 735 habitantes y una densidad poblacional de 3,78 personas por km².

## Geografía
Albany se encuentra ubicado en las coordenadas 43°57′34″N 71°16′31″O / 43.95944, -71.27528. Según la Oficina del Censo de los Estados Unidos, Albany tiene una superficie total de 194.65 km², de la cual 193.15 km² corresponden a tierra firme y (0.77%) 1.5 km² es agua.

## Demografía
Según el censo de 2010, había 735 personas residiendo en Albany. La densidad de población era de 3,78 hab./km². De los 735 habitantes, Albany estaba compuesto por el 97.01% blancos, el 0.41% eran afroamericanos, el 0.54% eran amerindios, el 0.41% eran asiáticos, el 0% eran isleños del Pacífico, el 0.14% eran de otras razas y el 1.5% pertenecían a dos o más razas. Del total de la población el 1.36% eran hispanos o latinos de cualquier raza.